# فرانچسکو کاپلی
فرانچسکو کاپلی (انگلیسی: Francesco Cappelli؛ زادهٔ ۱۷ سپتامبر ۱۹۴۳) بازیکن فوتبال اهل ایتالیا است.
از باشگاه‌هایی که در آن بازی کرده‌است می‌توان به باشگاه فوتبال آ.اس. رم و باشگاه فوتبال ونتزیا اشاره کرد.